# Karl Maron
Karl Maron (Charlottenburg, 1903. április 27. – Berlin, 1975. február 2.) német politikus és újságíró. 1945–46-ban Berlin polgármestere. 1955 és 1963 között az NDK belügyminisztere volt.
1955-ben házasságot kötött Hella Iglarz-cal (1915–2010), így Monika Maron írónő mostohaapja volt.